# Kocski
Kocski (oroszul: Кочки) falu Oroszország ázsiai részén, a Novoszibirszki területen; a Kocski járás székhelye.
Népessége: 4055 fő (a 2010. évi népszámláláskor).

## Elhelyezkedése
Novoszibirszktől 244 km-re délnyugatra, a Kulunda-síkság északkeleti részén, a Karaszuk folyó partján helyezkedik el. A legközelebbi vasútállomás a kb. 100 km-re északra fekvő Kargat, a Transzszibériai vasútvonalon.

## Története
A falut 1782-ben alapították. 1911-ben egy alsóbb rendű közigazgatási egység (voloszty) székhelye volt. A Kocski járást 1925-ben hozták létre, 1963-ban feloszlatták, majd 1965-ben újra létrehozták. Kocski azóta is a járás székhelye. A járás 89%-a mezőgazdaságilag hasznosított terület, melynek közel kétharmada szántóföld.